# Магнолия
 Тази статия е за растението.  За филма от 1999 година вижте Магнолия (филм).  
Магнолия (Magnolia) е род покритосеменни растения от семейство Магнолиеви (Magnoliaceae). Включва около 210 вида, разпространени в Източна и Югоизточна Азия и Америка. 
Много видове и хибриди магнолия се отглеждат като декоративни растения по целия свят. В България се среща само като парково дърво в по-топлите места. 

## Видове
Частичен списък, включващ главно видовете от умерените области:
Подрод Magnolia
- Magnolia delavayi
- Magnolia fraseri
- Magnolia globosa
- Magnolia grandiflora
- Magnolia guatemalensis
- Magnolia macrophylla
- Magnolia obovata
- Magnolia officinalis
- Magnolia sieboldii
- Magnolia tripetala
- Magnolia virginiana
- Magnolia wilsonii

Подрод Yulania
- Magnolia acuminata
- Magnolia amoena
- Magnolia biondii
- Magnolia campbellii
- Magnolia cylindrica
- Magnolia dawsoniana
- Magnolia denudata
- Magnolia hypoleuca
- Magnolia kobus
- Magnolia liliiflora
- Magnolia salicifolia
- Magnolia sargentiana
- Magnolia sprengeri
- Magnolia stellata
- Magnolia zenii

## Други
На магнолията е наречена улица в кварталите „Надежда I“ и „Надежда III“ в София (Карта).